# ルシアーノ・コヘア
ルシアーノ・コヘア（Luciano Ribeiro Corrêa 1982年11月25日- ）は、ブラジルのブラジリア出身の柔道選手。階級は100kg級。身長189cm。2段。

## 人物
柔道は4歳の時に始めた。2005年の世界選手権では3位となった。2007年に地元ブラジルのリオデジャネイロで開催された世界選手権では、決勝でイギリスのピーター・カズンズを谷落で破って優勝を果たした。しかし、翌年の北京オリンピックでは初戦でオランダのヘンク・フロルに合技で敗れてメダルを獲得できなかった。2012年のロンドンオリンピックでも2回戦でフロルに指導3で敗れた。2015年のパンアメリカン競技大会では2連覇を飾った。2016年に地元で開催されたリオデジャネイロオリンピックには出場できなかった。

## 主な戦績
- 2001年 - パンナム選手権　優勝
- 2002年 - パンナム選手権　3位
- 2003年 - ユニバーシアード　100kg級　3位　無差別　3位
- 2005年 - パンナム選手権　優勝
- 2005年 - 世界選手権　3位
- 2007年 - パンアメリカン競技大会　3位
- 2007年 - 世界選手権　優勝
- 2007年 - プレオリンピック大会　団体戦　2位
- 2007年 - 嘉納杯　3位
- 2008年 - 嘉納杯　3位
- 2009年 - ワールドカップ・ブダペスト　2位
- 2009年 - パンナム選手権　100kg級　3位　無差別　優勝
- 2009年 - グランドスラム・モスクワ　2位
- 2009年 - グランドスラム・リオデジャネイロ　2位
- 2009年 - ワールドカップ・サンパウロ　優勝
- 2010年 -ワールドカップ・ウィーン　2位
- 2010年 - グランプリ・デュッセルドルフ　3位
- 2010年 - ワールドカップ・サンパウロ　優勝
- 2010年 - グランドスラム・リオデジャネイロ　優勝
- 2010年 - ワールドカップ・サルヴァドール　3位
- 2010年 - ワールドカップ・サンパウロ　3位
- 2011年 - ワールドカップ・マイアミ　優勝
- 2011年 - ミリタリーワールドゲームズ　優勝
- 2011年 - ワールドカップ・タシュケント　3位
- 2011年 - ワールドカップ・アルマトイ　3位
- 2011年 - パンアメリカン競技大会　優勝
- 2013年 - グランドスラム・モスクワ　3位
- 2014年 -ヨーロッパオープン・オーバーヴァルト　優勝
- 2014年 - グランプリ・デュッセルドルフ　2位
- 2014年 - パンナム選手権　2位
- 2015年 - パンナムオープン・モンテビデオ　優勝
- 2015年 - パンナムオープン・サンティアゴ　優勝
- 2015年 - パンアメリカン競技大会　優勝
- 2016年 - パンナム選手権　2位
- 2016年 - グランドスラム・アブダビ　2位
- 2017年 - パンナムオープン・サンティアゴ　優勝

(出典、JudoInside.com)。